# Mechanical Animals Tour

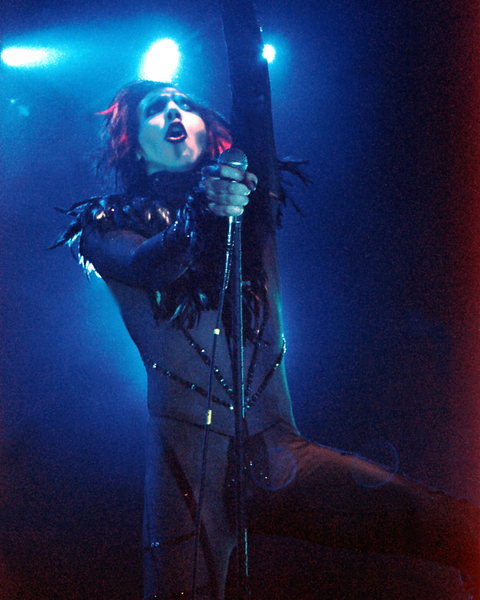
Fotografía de un concierto del tour "Mechanical Animals"

Mechanical Animals es el nombre de la gira de Marilyn Manson por su álbum  de estudio Mechanical Animals, lanzado el 15 de septiembre de 1998. La gira fue incluida en el VHS recopilatorio de Manson en 1999 God is in the TV.
El Festival Europeo de Mechanical Animals Tour se suponía que era la primera etapa de la gira. Esta etapa particular de la gira consistía en 6 fechas. Según se informa, el baterista Ginger Fish se enfermó de mononucleosis. Esto llevó a la banda a cancelar la gira por Europa e iniciar el 25 de octubre de 1998.

## Banda
- Marilyn Manson: Vocalista
- John 5: Guitarrista
- Twiggy Ramirez: Bajo
- Madonna Wayne Gacy: Teclado
- Ginger Fish: Tambores y Batería

## Lista de canciones
1. Inauguration of the Mechanical Christ (Intro)
2. The Reflecting God
3. Great Big White World
4. Cake and Sodomy
5. Posthuman
6. Mechanical Animals
7. I Want to Disappear
8. Sweet Dreams (Are Made Of This)
9. The Speed of Pain
10. Rock is Dead
11. The Dope Show
12. Lunchbox
13. User Friendly
14. I Don't Like the Drugs (But the Drugs Like Me)
15. Rock 'n' Roll Nigger
16. Antichrist Superstar
17. The Beautiful People
18. The Last Day on Earth
19. Irresponsible Hate Anthem
20. Astonishing Panorama of the Endtimes
21. Golden Years (Outro)

## Fechas de Presentaciones

### Mechanical Animals European Festival Tour
- 1998/06/25 Roskilde, Denmark Roskilde Festival
- 1998/06/27 Burgham, Netherlands Waldrock Festival
- 1998/06/28 Dessel, Belgium Graspop Metal Meeting
- 1998/06/30 Kristiandsand, Finland	Odderøya
- 1998/07/09 Frauenfeld, Germany Out in the Green Festival
- 1998/07/12 Zwickau, Germany Full Force Open Air

### Mechanical Animals World Tour
- 1998/10/25 Lawrence, KS 	 Granada
- 1998/10/26 Kansas City, KS 	Memorial Hall
- 1998/10/27 St. Louis, MO 	Fox Theater
- 1998/10/29 Milwaukee, WI 	Riverside Theatre
- 1998/10/30 Chicago, IL 	Aragon Ballroom
- 1998/10/31 St. Paul, MN 	Roy Wilkins Auditorium
- 1998/11/03 Tulsa, OK 	Brady Theatre
- 1998/11/04 Houston, TX 	Aerial Theatre
- 1998/11/05 Dallas, TX 	Bronco Bowl
- 1998/11/07 New Orleans, LA 	State Theatre
- 1998/11/09 Atlanta, GA 	Tabernacle
- 1998/11/10 Charlotte, NC 	Ovens Auditorium
- 1998/11/11 Richmond, VA 	Landmark Theatre
- 1998/11/13 Camden, NJ 	Sony Blockbuster Pavillion
- 1998/11/14 Cleveland, OH 	Cleveland Music Hall
- 1998/11/16 Detroit, MI 	State Theatre
- 1998/11/18 Mississauga, Canada 	Arrow Hall
- 1998/11/19 Syracuse, NY 	Landmark Theatre
- 1998/11/21 Poughkeepsie, NY 	Mid-Hudson Civic Center
- 1998/11/22 Lowell, MA 	Tsongas Arena
- 1998/11/23 New York City, NY 	Hammerstein Ballroom
- 1998/11/27 Barcelona, Spain 	Pavello de la D'Hebron
- 1998/11/28 Bilbao, Spain 	Pabellón de la Castilla
- 1998/11/30 Lisbon, Portugal 	Pavilhao Multiusos
- 1998/12/01 Madrid, Spain 	Palacio de la Commidad
- 1998/12/04 Milan, Italy 	Palavobis
- 1998/12/09 Copenhague, Denmark 	KB Halle
- 1998/12/10 Oslo, Norway 	Rockefeller Music Hall
- 1998/12/11 Stockholm, Sweden 	Stockholm Arena
- 1998/12/13 Hamburg, Germany 	Grosse Freiheit 36
- 1998/12/14 Tilburg, Netherlands 	013
- 1998/12/16 Cologne, Germany 	E-Werk
- 1998/12/17 London, England 	Brixton Academy
- 1998/12/18 Deinze, Belgium 	Brielpoort
- 1998/12/19 Paris, France 	Le Zenith
- 1998/12/31 Las Vegas, NV 	The Joint
- 1999/01/08 Tokyo, Japan 	NK Hall
- 1999/01/09 Tokyo, Japan 	NK Hall
- 1999/01/11 Osaka, Japan 	Zepp
- 1999/01/12 Osaka, Japan 	Zepp

### Mechanical Animals Big Day Out Festival Tour
- 1999/01/15 Auckland, New Zealand Ericcson Stadium
- 1999/01/17 Gold Coast, Australia Gold Coast Parklands
- 1999/01/23 Sydney, Australia Sydney Showgrounds
- 1999/01/26 Melbourne, Australia Melbourne Showgrounds
- 1999/01/29 Adelaide, Australia Adelaide Showgrounds
- 1999/01/31 Perth, Australia Bassendean Oval

- Datos: Q3179184